# Bewegingsonscherpte

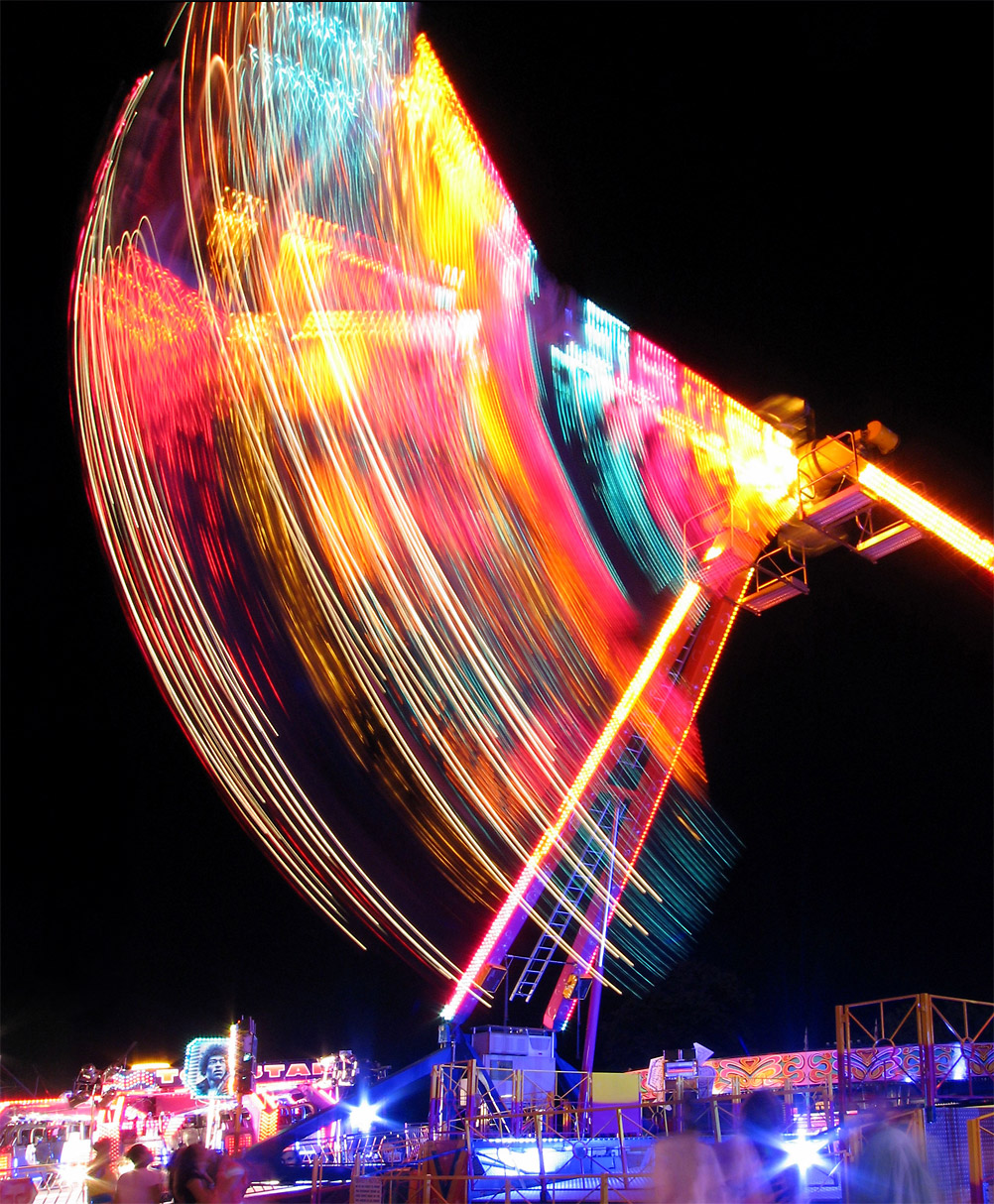
Bewegingsonscherpte van een kermisattractie

Bewegingsonscherpte is in het verschijnsel dat objecten op een foto of op een video- of filmbeeld onscherp zijn als gevolg van beweging van het object en/of de camera. Dit wordt veroorzaakt doordat tijdens de beweging het object ook in de projectie in de camera beweegt en dus het fotografische vlak op meerdere plaatsen door hetzelfde object belicht wordt.

Invloed van sluitertijd op bewegingsonscherpte.

Bewegingsonscherpte treedt meestal op wanneer een te lange sluitertijd wordt gekozen. Dit kan een bewuste keuze van de fotograaf zijn om een bijzonder effect te creëren.
Handig om te weten dat de langste sluitertijd, om een scherpe foto uit de hand te kunnen maken, bepaald wordt door het brandpuntsafstand van het gebruikte objectief (kleinbeeld) 400mm (altijd naar beneden afronden) 1/500sec.